# Daphne Adeane

Daphne Adeane est un roman de Maurice Baring publié en 1927.

## Intrigue
Quand l'histoire commence, Michael Choyce, riche jeune homme londonien, est l'ami de cœur et le compagnon de Mrs Hyacinth Wake, mariée à Basil Wake. L'auteur effectue un bref « flash-back » pour expliquer ce mariage et le comment de son échec. Le roman s'ouvrira sur le jour de la rupture entre Hyacinth et Michael, Hyacinth se sent, se voit contrainte de rompre avec Michael. Il leur reste à visiter ensemble le vernissage d'une exposition, à prendre un thé où elle lui expliquera sa décision. Et à se séparer. Au vernissage de l'exposition, les visiteurs découvrent un peintre inconnu, portraitiste, auteur du portrait d'une certaine Mrs Adeane, jeune femme d'origine créole, fragile et énigmatique. 
À cette exposition, Michael et Hyacinth croiseront la jeune Fanny Weston dont la ressemblance avec Daphné Adeane surprend tous ceux qui l'ont connue.
Abasourdi, et sur l'insistance d'amis, Michael se rend à la campagne, et lady Jarvis, une amie, le convainc de se fiancer avec Fanny Weston, une fille de diplomate, récemment rentrée en Angleterre et venant de faire son entrée dans le monde. Fanny. Sa ressemblance avec Daphné Adeane est telle qu'un des protagonistes s'exclame, à l'annonce du mariage de Michael Choyce : « Ah ! Il épouse Daphné Adeane ? »
Michael, lui, aime toujours Hyacinth, et cherche à lui parler, mais elle prend désormais grand soin à le fuir. Amoureuse, attentive, mais respectueuse à l'extrême du jardin secret de son mari, Fanny Choyce, quand elle découvre cet amour, voit son monde s'écrouler et sombre dans la dépression. Elle émerge petit à petit, quand tous deux apprennent le décès de Hyacinth Wake.
Quand elle visitera la maison de Ralph Adeane, elle se liera d'amitié avec le veuf de cette mystérieuse Mrs Adeane, disparue bien avant que ne commence l'histoire ; avec l'écrivain Léo Dettrick et plus tard, avec le docteur Francis Greene. Ces deux derniers personnages ont aimé Mrs Adeane, qui fascine et obsède Fanny.
Fanny guérit de sa dépression, le Londres des salons la découvre, son mari tombe fou amoureux d'elle, mais entretemps, elle a cessé de l'aimer.
Voilà qui rappelle les célèbres « intermittences du cœur », chères à Marcel Proust.
Complètement athée et agnostique, elle se convertit néanmoins au catholicisme — tout comme la Princesse Blanche. Maurice Baring s'était converti, lui aussi.
Puis c'est la Première Guerre mondiale, son mari s'engage dans la Royal Air Force. Fanny noue une liaison avec Francis Greene, elle apprend la mort de Michael, s'apprête à se remarier, quand soudain, la nouvelle tombe, Michael Choyce a été retrouvé vivant, mais amnésique, dans un couvent du nord de la France. En même temps, Francis Greene se rend compte qu'il n'a jamais cessé d'aimer Daphné Adeane et que son amour pour Fanny peut seulement, s'expliquer par son charme, mais aussi, par son imperceptible ressemblance avec Mrs Adeane.
Fanny rompt avec Francis Greene et reprend la vie commune avec Michael, son mari.

## Traduction française
- Daphne Adeane, 1927 ; trad. fr. Louise Faisans-Maury, préf. André Maurois, Stock, Paris, 1947 ; rééd. Librairie Arthème Fayard, Paris, 1954